# Сосновка (Вадський район)
Сосновка (рос. Сосновка) — присілок в Вадському районі Нижньогородської області Російської Федерації.
Населення становить 47 осіб. Входить до складу муніципального утворення Лопатинська сільрада.

## Історія
Від 2009 року входить до складу муніципального утворення Лопатинська сільрада.

## Населення
| 1999 | 2002 | 2010 |
| ---- | ---- | ---- |
| 62   | ↗64  | ↘47  |